# Волошин Дмитро Віталійович
Дмитро Віталійович Волошин (нар. 2 лютого 1986, Олександрія, Кіровоградська область, УРСР) — український футболіст, захисник.

## Життєпис

### Олександрія
Народився в Олександрії, футболом розпочав займатися з 6 років у складі місцевого «Кристал-Аметиста». Перший тренер — Євген Михайлович Абрамович. Потім перейшов до молодіжної команди МФК «Олександрія». Починаючи з сезону 2004/05 років почав залучатися до першого складу «муніципалів». Дебютував у складі олександрійців 31 липня 2004 року в нічийному (3:3) виїзному поєдинку 2-о туру групи В Другої ліги проти полтавської «Ворскли-2». Дмитро вийшов на поле в стартовому складі та відіграв увесь матч, а на 90+3-й хвилині отримав жовту картку. Дебютними голами в складі «муніципалів» відзначився 7 серпня 2005 року на 4-й та 34-й хвилинах переможного (2:1) домашнього поєдинку 1-о туру групи В Другої ліги проти донецького «Шахтаря-3». Волошин вийшов на поле в стартовому складі, а на 74-й хвилині його замінив Сергій Бубнов. Після виборів 2006 року новий міський голова Олександрії вирішив відмовитися від фінансування «муніципалів» і команда за три тури до завершення чемпіонату України сезону 2005/06 років знялася з турніру. Багато гравців залишило команду, серед них був і Дмитро Волошин. У футболці МФК «Олександрії» в другій лізі провів 34 поєдинки та відзначився 3-а голами, ще 2 поєдинки провів у кубку України.

### Перший прихід до «Кремня»
У 2006 році як вільний агент перейшов у «Кремінь». Дебютував за кременчуцьку команду 31 липня 2006 року в програному (0:1) виїзному поєдинку 1-о туру групи Б Другої ліги проти комсомольського «Гірника-спорту». Дмитро вийшов на поле в стартовому складі, а на 46-й хвилині його замінив Олексій Ларіонов. Дебютним голом у футболці «Кременя» відзначився 14 жовтня 2006 року в нічийному (2:2) виїзному поєдинку 12-о туру групи Б Другої ліги проти донецького «Олімпіка». Волошин вийшов на поле в стартовому складі, а на 87-й хвилині його замінив Андрій Олійник. Також у сезоні 2006/07 років зіграв 1 матч за аматорський ФК «Пирятин». По завершенні сезону 2008/09 років залишив розташування клубу, але напередодні старту наступного сезону повернувся до Кременчука. У складі «Кременя» у Другій лізі зіграв 95 матчів та відзначився 12-а голами, ще 3 поєдинки провів у кубку України.

### «Сталь» (Дніпродзержинськ)
На початку липня 2010 року підсилив дніпродзержинську «Сталь». Дебютував у футболці «сталеварів» 25 липня 2010 року в нічийному (0:0) домашньому поєдинку 1-о туру групи Б Другої ліги проти ФК «Полтави». Дмитро вийшов на поле в стартовому складі та відіграв увесь матч, а на 24-й хвилині отримав жовту картку. Єдиним голом за дніпродзержинську команду відзначився 30 квітня 2011 року на 19-й хвилині програного (2:3) виїзного поєдинку 17-о туру групи Б Другої ліги проти донецького «Шахтаря-3». Волошин вийшов на поле в стартовому складі та відіграв увесь матч. Провів у «Сталі» півтора сезони, за цей час у Другій лізі чемпіонату України зіграв 33 матчі та відзначився 1 голом, ще 3 поєдинки провів у кубку України.

### Другий прихід до «Кремня»
Під час зимової перерви сезону 2011/12 років повернувся в «Кремінь». Дебютува за кременчуцьку команду 16 липня 2011 року в переможному (5:2) виїзному поєдинку 1-о попереднього раунду кубку України проти южненського «Реал Фарма». Дмитро вийшов на поле в стартовому складі та відіграв увесь матч. У Другій лізі дебютував за «сталеварів» 23 липня 2011 року в переможному (2:0) домашньому поєдинку 1-о туру групи Б проти дніпропетровського «Дніпра-2». Волошин вийшов на поле в стартовому складі та відіграв увесь матч. Дебютним голом за кременчуцьку команду відзначився 15 травня 2012 року на 10-й хвилині нічийного (2:2) виїзного поєдинку 24-о туру групи Б Другої ліги проти горностаївського «Миру». Дмитро вийшов на поле в стартовому складі та відіграв увесь матч. Потрапив до символічної збірної Другої ліги першої частини сезону 2013/14 років за версією інтернет-видання ФУТБОЛ.ЮА на позиції «лівий захисник». У складі «Кременя» в Другій лізі відіграв 103 матчі та відзначився 2-а голами, ще 3 поєдинки провів у кубку України. По завершенні сезону 2015/16 років покинув розташування кременчуцького клубу.

## Стиль гри
|  | Волошин грає в класичній манері - це швидкий, нестримний латераль з хорошою швидкістю і налагодженим взаєморозумінням з товаришами по флангу. |

## Статистика виступів

### Клубна
Станом на 18 вересня 2009 року
| Клуб              | Сезон   | Ліга  | Ліга | Кубок | Кубок | Загалом | Загалом |
| Клуб              | Сезон   | Матчі | Голи | Матчі | Голи  | Матчі   | Голи    |
| ----------------- | ------- | ----- | ---- | ----- | ----- | ------- | ------- |
| МФК «Олександрія» | 2004-05 | 12    | 0    | 1     | 0     | 13      | 0       |
| МФК «Олександрія» | 2005-06 | 19    | 3    | 1     | 0     | 20      | 3       |
| МФК «Олександрія» | Загалом | 31    | 3    | 2     | 0     | 33      | 3       |
| «Кремінь»         | 2006-07 | 27    | 1    | 1     | 0     | 28      | 1       |
| «Кремінь»         | 2007-08 | 31    | 5    | 2     | 0     | 33      | 5       |
| «Кремінь»         | 2008-09 | 15    | 1    | 0     | 0     | 15      | 1       |
| «Кремінь»         | 2009-10 | 8     | 0    | 0     | 0     | 8       | 0       |
| «Кремінь»         | Загалом | 81    | 7    | 3     | 0     | 84      | 7       |
| Кар'єра           | Загалом | 112   | 10   | 5     | 0     | 8       | 10      |